# ويليام بي. فولتون
ويليام بي. فولتون (بالإنجليزية: William B. Fulton)‏ هو سياسي أمريكي، ولد في 23 ديسمبر 1877 بمقاطعة وايز في الولايات المتحدة، وتوفي في 25 مايو 1960 في الولايات المتحدة. حزبياً، نشط في الحزب الديمقراطي.